# Crustulina altera
Crustulina altera är en spindelart som beskrevs av Willis J. Gertsch och Archer 1942. Crustulina altera ingår i släktet Crustulina och familjen klotspindlar. Inga underarter finns listade i Catalogue of Life.